# Marbella Club

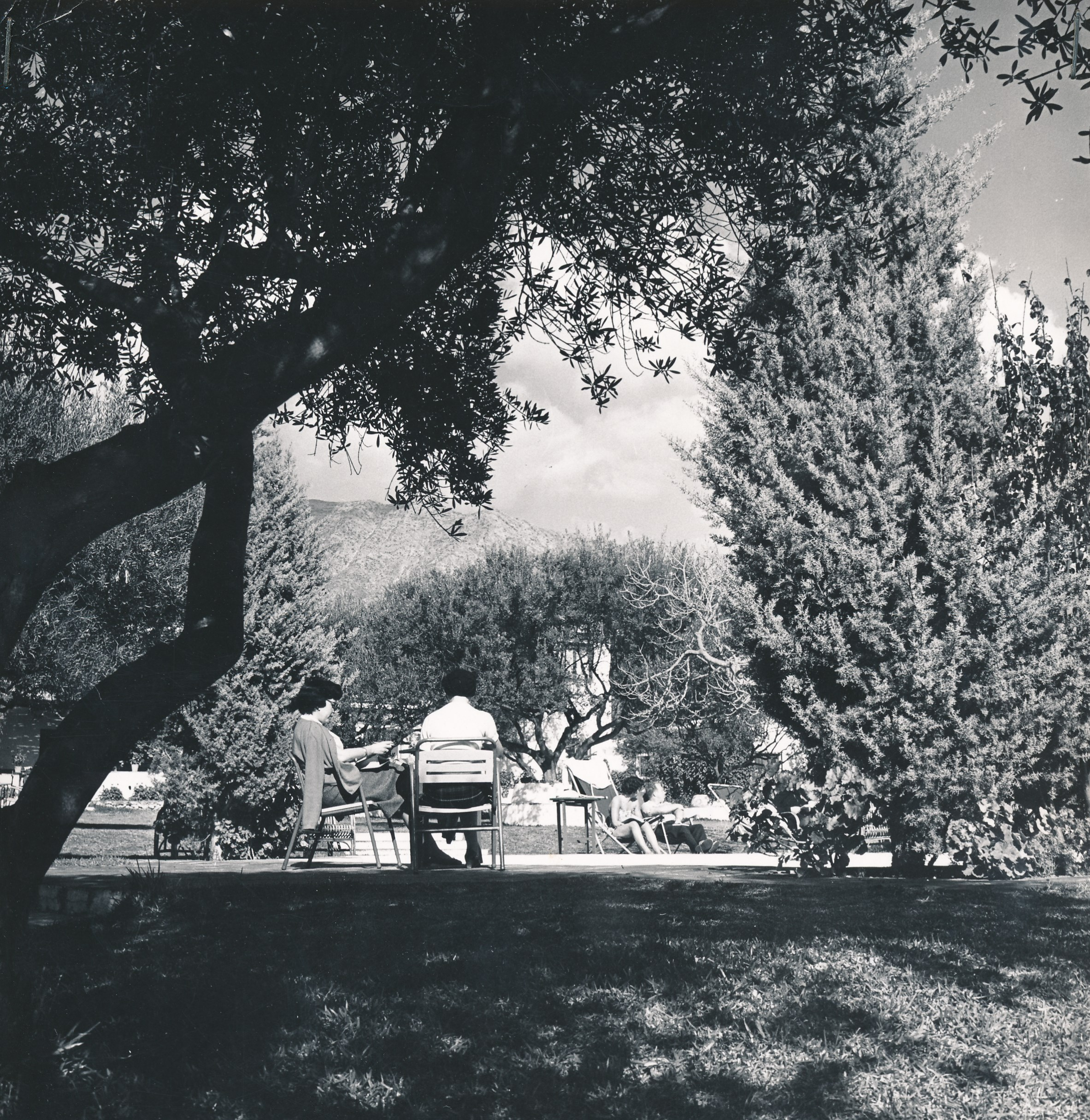
El Marbella Club es un hotel de 5 estrellas

El Marbella Club es un hotel de 5 estrellas de Marbella, provincia de Málaga, España. Situado en la Costa del Sol, en el corazón de la Milla de Oro, a tan sólo 5 minutos del casco histórico de Marbella y Puerto Banús, el Marbella Club Hotel Golf Resort & Spa cuenta con sol una media de 325 días al año. Abierto todo el año, el reconocido Marbella Club Hotel, que pertenece a The Leading Hotels of the World, fue en su día la residencia privada del príncipe Alfonso de Hohenlohe-Langenburg. 
Cuenta con 37 habitaciones de lujo, 78 suites y 14 villas de estilo andaluz y la majestuosa Villa del Mar, localizadas en los 42.000 metros cuadrados de exuberante jardín subtropical. 
Además de estas extraordinarias instalaciones, el Marbella Club ofrece a sus huéspedes una gran variedad de comodidades y actividades, que incluyen, dos piscinas exteriores climatizadas, deportes acuáticos de temporada, centro de fitnes,10 pistas de tenis y 4 de pádel a tan solo 5 minutos del hotel, Kid’s Club diseñado por Minimec, una galería comercial, un centro ecuestre, y un campo de golf de 18 hoyos creado por Dave-Thomas en las colinas de Benahavís, sin olvidar el Thalasso Spa, 800 metros cuadrados de espectaculares instalaciones, con una piscina interior dinámica de agua marina, baños de vapor y saunas, un solárium y 12 salas de tratamientos. 
El hotel además cuenta con 7 bares y restaurantes incluyendo el conocido Beach Club, el legendario Restaurante El Grill junto al Summer Bar, el MC Beach a pie de playa, el Garden Pool frente a la piscina, el restaurante ‘wellness’ El Olivar, y el conocido Patio.

## Otros hoteles relacionados
- El Lodge